# ダニー・ウィレット
ダニエル・ジョン・ウィレット（1987年10月3日-）は、イングランド・シェフィールド出身のプロゴルファー。ヨーロピアンツアーではこれまでマスターズを含む5勝を挙げている。

## 来歴
ウィレットはシェフィールド出身で、母はイングランド国教会の信者である。
アマチュア時代では2007年のイングランドアマチュア選手権で優勝し、同年に開催されたウォーカーカップ英愛連合代表に選出。2008年3月には世界アマチュアゴルフランキングで1位となる。
2008年5月にプロ入り。2009年に欧州ツアーに参戦し、2010年に賞金ランク23位となる。2012年にBMWインターナショナル・オープンで優勝。
2016年4月、マスターズで悲願のメジャー初優勝を果たした。

## プロ優勝（7）

### ヨーロピアンツアー優勝 (7)
| Legend                         |
| Major championships (1)        |
| Tour Championship (1)          |
| BMW PGA Championship (1)       |
| Rolex Series (2)               |
| Other European Tour events (4) |

| No. | Date          | Tournament                                   | 優勝スコア      | パー | 2位との差 | 2位(タイ)                                      |
| --- | ------------- | -------------------------------------------- | --------------- | ---- | --------- | ---------------------------------------------- |
| 1   | 24 Jun 2012   | BMWインターナショナル・オープン              | 65-70-69-73=277 | −11  | Playoff   | マーカス・フレイザー                           |
| 2   | 7 Dec 2014    | ネッドバンク・ゴルフチャレンジ1              | 71-68-65-66=270 | −18  | 4打差     | ロス・フィッシャー                             |
| 3   | 26 Jul 2015   | オメガ・ヨーロピアン・マスターズ2            | 65-62-71-65=263 | −17  | 1打差     | マシュー・フィッツパトリック                   |
| 4   | 2016年2月7日  | オメガ・ドバイ・デザート・クラシック         | 70-65-65-69=269 | −19  | 1打差     | ラファエル・カブレラ＝ベロ, アンディ・サリバン |
| 5   | 2016年4月10日 | マスターズ・トーナメント                     | 70-74-72-67=283 | −5   | 3打差     | ジョーダン・スピース, リー・ウエストウッド     |
| 6   | 18 Nov 2018   | DPワールド・ツアーチャンピオンシップ・ドバイ | 67-67-68-68=270 | −18  | 2 strokes | パトリック・リード, Matt Wallace               |
| 7   | 22 Sep 2019   | BMW PGA選手権                                | 68-65-68-67=268 | −20  | 3 strokes | ジョン・ラーム                                 |

1サンシャインツアーとの共催

2アジアンツアーとの共催
ヨーロピアンツアープレーオフ記録 (1–0)
| No. | Year | Tournament                      | 相手                 | 結果                      |
| --- | ---- | ------------------------------- | -------------------- | ------------------------- |
| 1   | 2012 | BMWインターナショナル・オープン | マーカス・フレイザー | 4ホール、パーを決めて優勝 |